# Medium (opera)
Medium (v anglickém originále The Medium) je dvouaktová opera (autor ji označuje jako „tragédie“) italsko-amerického skladatele Giana Carla Menottiho na vlastní libreto. Byla napsána na zakázku nadace Alice M. Ditson Fund při newyorské Columbia University, kde byla také poprvé provedena 8. května 1946 v místním Brader Matthews Theater. První profesionální inscenaci (při níž bylo Medium kombinováno s Menottiho aktovkou Telefon aneb Láska ve třech) uvedla Ballet Society mimo Broadway poprvé v newyorském Heckscher Theater 18. února 1947. Broadwayská premiéra se konala ve stejném obsazení 1. května 1947 v Ethel Barrymore Theater. Představení trvá asi hodinu.

## Vznik, charakteristika a historie opery
Medium je Menottiho čtvrtá opera. Po prvních dvou komických operách v tradici italské buffy (Amélie jde na ples a Stará panna a zloděj) a po nezdařené tragikomické aktovce Bůh ostrova, kterou později zničil, jde o jeho první vážnou operu. První inspiraci k tomuto námětu získal, když se v Rakousku účastnil spiritistické seance a ohromila ho naivní i zoufalá důvěřivost klientů médií: „Ačkoli opera nebyla zkomponována dříve než v roce 1945, tato myšlenka [...] mne poprvé napadla roku 1936 v malém rakouském městě Sankt Wolfgang poblíž Salcburku. Sousedé mě pozvali, abych se zúčastnil seance. Pozvání jsem bez váhání přijal, ale musím přiznat, že spíše z legrace. V průběhu seance se mě však začal zmocňovat neklid. I když jsem si nebyl vědom ničeho neobvyklého, postupně jsem začal chápat, že mí hostitelé – ve své žalostné touze uvěřit – skutečně viděli a slyšeli svou zemřelou dceru Doodly (toto jméno jsem zachoval v opeře). To já, a ne oni, jsem se cítil oklamán. Tvořivá síla jejich víry a přesvědčení mne přiměla zpochybnit vlastní cynismus a žasnout nad mnohovrstevnatostí skutečnosti.“
Stylisticky se Medium řadí k americkému typu realistických oper navazujících na evropskou, zejména italskou hudební tradici, označovanému jako verismus; tuto i další Menottiho opery z přelomu 40. a 50. let 20. století charakterizuje hluboký ponor do emocionálního stavu postav a podle muzikoložky Elise K. Kirkové jsou „stejně temné a šokující dnes jako v době, kdy byly uvedeny poprvé“. Libreto je výborně vypracované a tématem duchů, o nichž si ani hlavní hrdinka, ani diváci nemohou být jisti, zda reálně existují nebo zda jsou jen plody zjitřeného podvědomí, připomíná Brittenovo Utahování šroubu ze stejné doby. Sám Menotti je popsal takto: „Přes tajuplné prostředí a hrůzné zakončení je Medium vlastně hra idejí. Popisuje tragédii ženy uváznuvší mezi dvěma světy, světem skutečnosti, který není schopna zcela pochopit, a nadpřirozeným světem, ve který není schopna věřit.“ K podobnému tématu se ve velkorysejší podobě vrátil v opeře Svatá z Bleecker Street.
Jedná se o komorní operu napsanou pro malý orchestr, instrumentace má impresionistické rysy, klasická harmonie se stupňováním napětí a ztemňováním děje až ke konečné katastrofě nabývá na chromatismu, zpěvní linie je často parlandová a vychází z italské tradice (Giacomo Puccini). Medium bývá často považováno za Menottiho nejlepší dílo.
Medium mělo po uvedení na Broadwayi velký úspěch u publika i kritiky, třikrát za sebou je navštívil Arturo Toscanini, dosáhlo 212 představení (1. května až 1. listopadu 1947) a inscenace hned následujícího roku a znovu, s podporou ministerstva zahraničí, roku 1955 hostovala v Londýně a Paříži. Poté proniklo i do divadel mimo Spojené státy (1953 Vídeň Volksoper; 1956 Curych, Düsseldorf, Buenos Aires; 1957 Rio de Janeiro; 1958 Helsinky; 1960 Řím; 1961 Londýn; 1962 Paříž; 1964 Montreal; 1966 Tel Aviv; 1969 Spoleto; 1974 Marseille, Mnichov, Lisabon; 1983 Nantes; 1989 Mnichov…). Dosud se poměrně často hraje zejména ve Spojených státech, kde databáze OPERA America registruje 6 inscenací v letech 2000–2012.
Opera byla jedna z prvních vysílaných v televizi; 12. prosince 1948 byla vysílána živě v cyklu Studio One stanice CBS.
Za existence Československa nastudovalo Medium Slovenské národní divadlo v Bratislavě (premiéra 11. června 1976). V českých zemích ji poprvé uvedla Komorní opera Janáčkovy akademie múzických umění v Brně na scéně Bezbariérového divadla Barka, a to v českém překladu Vladimíra Fuxe; jedná se o první a dosud jedinou Menottiho operu hranou v Česku.

## Osoby a první obsazení
| Osoba                                | hlasový obor         | světová premiéra (8.5.1946)    | broadwayská premiéra (18.2.1947) | česká premiéra (5.4.2009)            |
| ------------------------------------ | -------------------- | ------------------------------ | -------------------------------- | ------------------------------------ |
| Madam Flora, jasnovidka zvaná „Baba“ | alt                  | Claramae Turner                | Marie Powers                     | Veronika Demelová / Markéta Viterová |
| Monica, její dcera                   | soprán               | Evelyn Keller                  | Evelyn Keller                    | Anna Jelínková / Marta Reichelová    |
| Toby, němý chlapec v opatrování Baby | hraná / tančená role | Leo Coleman (=Leopoldo Savona) | Leo Coleman                      | Jan Adámek                           |
| Pan Gobineau, Babin klient           | baryton              | Jacques La Rochelle            | Frank Rogier                     | Jan Kučera / Martin Dvořáček         |
| Paní Gobineauová, Babina klientka    | soprán               | Beverly Dame                   | Beverly Dame                     | Kateřina Vlčková / Lenka Turčanová   |
| Paní Nolanová, Babina klientka       | mezzosoprán          | Virginia Beeler                | Virginia Beeler                  | Jaroslava Hatiarová                  |
| Dirigent:                            | Dirigent:            | Otto Luenin                    | Jascha Zayde                     | Petr Lichnovský                      |
| Režie:                               | Režie:               | Gian Carlo Menotti             | Gian Carlo Menotti               | Kristiana Belcredi                   |
| Výprava:                             | Výprava:             | Oliver Smith                   | Horace Armistead                 | Jan Kříž                             |
| Kostýmy:                             | Kostýmy:             | ...                            | Horace Armistead                 | Eliška Ondráčková                    |

V opeře je dále slyšet hlas dívky (soprán) mimo scénu. Podle pokynů skladatele se může jednat o hlas představitelky paní Gobineauové, některé inscenace či nahrávky však používají hlas odlišné zpěvačky.

## Instrumentace
Flétna, hoboj, klarinet, fagot, lesní roh, trubka, bicí, klavír pro 4 ruce / celesta, smyčce.

## Děj opery

### 1. jednání
Salon u media
V salonu spiritistického media madame Flory si hrají její dcera Monica a Toby, němý posluhující cikánský chlapec zachráněný z „ulic Budapešti“. Monica si zpívá píseň o králi a královně (Where, oh where is my new golden spindle and thread?), zatímco Toby si přes zákaz madame Flory obléká její hedvábné šály a bižuterii. Když se madame Flora, neboli, jak ji Monica oslovuje, „Baba“, vrací domů poté, co úspěšně vymohla od chudé klientky dlužné peníze, a děti prudce kárá, že nepřipravili místnost pro nadcházející seanci.
Brzy přicházejí pán a paní Gobineauovi a vdova paní Nolanová. Gobineauovi jsou pravidelnými zákazníky a přicházejí hovořit s duchem svého zemřelého dvouletého synka Mickeyho (zpěv paní Gobineauové It happened long ago…), paní Nolanová je zde poprvé. Madame Flora připraví atmosféru a v transu vede podvodnou seanci, při níž paní Nolanová hovoří s duchem své zemřelé šestnáctileté dcery, který ji utěšuje; ve skutečnosti je to Monica zahalená do bílé róby za průsvitnou zástěnou (árie Moniky Mummy, Mummy dear, you must not cry for me). Když Monica zanechá matoucí poselství a zmizí, paní Nolanová se za ní vrhá, Gobineauovi ji však zadrží. Poté pan a paní Gobineauovi komunikují s Mickeym, je slyšet pouze dětský smích.
Poté, co se s ním rozloučí, se náhle madame Flora chytí za krk: ucítila, jak se jí dotkla něčí chladná ruka. Hosté nejsou překvapeni, protože přítomnost duchů berou za samozřejmou, ale madame Flora je vyděšená a vyhazuje je. Pak volá Monicu a vysvětluje jí, co ucítila, nakonec začne vinit Tobyho, že ví více, než se zdá. Monica Tobyho chrání a snaží se Babu uklidnit tím, že jí zpívá ukolébavku o černé labuti (The sun has fallen and lies in blood). Baba však slyší tajemný dívčí hlas volající matku stejnými slovy, jaká používá Monica při jejich falešných seancích, a prudce zaútočí na Tobyho, který jí nedokáže odpovědět, zda se jí ve tmě dotknul on. Monica se ji znovu snaží uklidnit ukolébavkou, zatímco Baba nutí Tobyho k modlitbě a recituje své Ave Maria.

### 2. jednání
O několik dní později
Toby hraje pro Monicu loutkové divadlo, poté Monica zpívá valčík a Toby k němu tančí (Moničin valčík – Up in the sky some-one is playing a trombone and a guitar); jejich vzájemná náklonnost je zjevná a Monica zčásti žertovně, zčásti vážně sama Tobyho city vyslovuje (árie Monica, Monica, can't you see that my heart is bleeding for you?). Baba přichází domů podnapilá a nejprve laskavě a pomocí slibů – včetně svatby s Monicou, poté však výhrůžkami a násilím se snaží z Tobyho vynutit odpověď na otázku, zda to byl on, kdo se při seanci dotknul jejího hrdla (scéna Baby Toby, you know that I love you).
Přicházejí hosté (Gobineauovi a paní Nolanová). Madame Flora je chce poslat pryč a vrátit jim peníze, současně se je snaží přesvědčit, že celá komunikace s duchy byla jen podvod. Ale ani tehdy, když jim spolu s Monicou ukáže všechny triky a tajnosti, nejsou hosté ochotni uvěřit: možná, že ona sama trpí iluzí, že je podváděla, a ve skutečnosti to bylo všechno pravda. Dožadují se své seance (tercet Please let us have our seance, Madame Flora), ale rozlícená Baba je vykáže a přes Moničiny prosby vyhodí z domu i Tobyho.
Madame Flora zamkne Monicu v její ložnici, o samotě si pak nalije další alkohol. Dostihují jí vzpomínky na její hrůznou a tajemnou minulost i na její dávné hříchy (árie Baby Afraid, am I afraid?). Když usne, Toby se potichu vrátí a chce se dostat k Monice, její dveře však jsou zamčeny. Toby hledá svou tamburínu, ale když spadne víko truhly a Baba se probudí, ukryje se Toby za závěs loutkového divadla. Vyděšená Baba popadne revolver a vyzývá neznámého přítomného, aby se ozval, jinak bude střílet. Uvidí, že se pohnula opona loutkového divadla, a střelí tím směrem několik ran. Domnívá se, že zabila ducha. Monica buší na své dveře, Baba jí otevře a dívka nalézá mrtvého chlapce a běží pro pomoc. Baba zůstává nad Tobyho tělem se stále nezodpovězenou otázkou: „Byl jsi to ty?“

## Diskografie
- 1948 (CD vydáno 2000, Pearl; 2011, Naxos) Zpívají (Madame Flora) Marie Powers, (Monica) Evelyn Keller, (pan Gobineau) Frank Rogier, (paní Gobineau) Beverly Dame, (paní Nolanová) Catherine Mastice. Diriguje Emanuel Balaban.
- 1950 (CD vydáno 1998, VAIA 1162-2; 2009, Cantus Classics) Zpívají (Madame Flora) Marie Powers, (Monica) Anna Maria Alberghetti, (Toby) Leo Coleman, (pan Gobineau) Donald Morgan, (paní Gobineauová) Beverly Dame, (paní Nolanová) Belva Kibler. Orchestra di Roma della RAI řídí Thomas Schippers.
- 1957 (CD vydáno 2000, Gop – harmonia mundi) Zpívají (Madame Flora) Gianna Pederzini, (Monica) Graziella Sciutti, (Künstler), (pan Gobineau) Franco Calabrese, (paní Gobineauová) Jolanda Torriani, Maria Teresa Mandalari, Renata Villani. Orchestra Sinfonica di Milano della RAI řídí Nicola Rescigno. Zpíváno v italštině.
- 1970 (LP, Columbia Masterworks CBS 73204) Zpívají (Madame Flora) Judith Blegen, (Monica) Regina Resnik, (pan Gobineau) Julian Patrick, (paní Gobineauová) Emily Derr, (paní Nolanová) Claudine Carlson. Opera Society of Washington řídí Jorge Mester.
- 1996 (CD vydáno 1997, Cedille Records, CDR 90000 034) Zpívají (Madame Flora) Joyce Castle, (Monica) Patrice Michaels Bedi, (pan Gobineau) Peter Van De Graaff, (paní Gobineau) Diane Ragains, (paní Nolanová) Barbara Landis, (hlas dívky) Joanna Lind. Orchestr Chicago Opera Theater řídí Lawrence Rapchak.

## Filmografie
- 1948 (záznam televizní inscenace). Hrají a zpívají (Madame Flora) Marie Powers, (Monica) Lois Hunt, (Toby) Leo Coleman (=Leopoldo Savona), (pan Gobineau) Joseph Bell, (paní Gobineauová) Beverly Dame, (paní Nolanová) Catherine Mastice. Režie Paul Nickell.
- 1951. Hrají a zpívají (Madame Flora) Marie Powers, (Monica) Anna Maria Alberghetti, (Toby) Leo Coleman (=Leopoldo Savona), (pan Gobineau) Donald Morgan, (paní Gobineauová) Beverly Dame, (paní Nolanová) Belva Kibler. Orchestra di Roma della RAI řídí Thomas Schippers, režie Gian Carlo Menotti a Alexander Hammid. Film, natočený ve stylu film noir, získal zvláštní cenu na Mezinárodním filmovém festivalu v Cannes roku 1952.[15]
- 1964 (ÖRV/BR, DVD 2010 Naxos). Hrají a zpívají (Madame Flora) Elisabeth Höngen, (Monica) Maria-José de Vine, (Toby) Nino Albanese, (pan Gobineau) Norman Foster, (paní Gobineauová) Sonja Draksler, (paní Nolanová) Hilde Konetzni. Orchestr Wiener Volksoper řídí Armando Aliberti, režie Otto Schenk, kostýmy Maxi Tschunko, výprava Gerhard Hruby. Zpíváno v němčině.
- 1977 (DVD vydáno 2004, VAI). Hrají a zpívají (Madame Flora) Maureen Forrester, (Monica) Shawna Farrell, (Toby) Stelio Calagias, (pan Gobineau) Gino Quilico, (paní Gobineauová) Rosemarie Landry, (paní Nolanová) Barbara Ianni. The Stratford Ensemble řídí Raffi Armenian. Televizní záznam inscenace kanadského Comus Music Theatre.